# La Puerto Rico

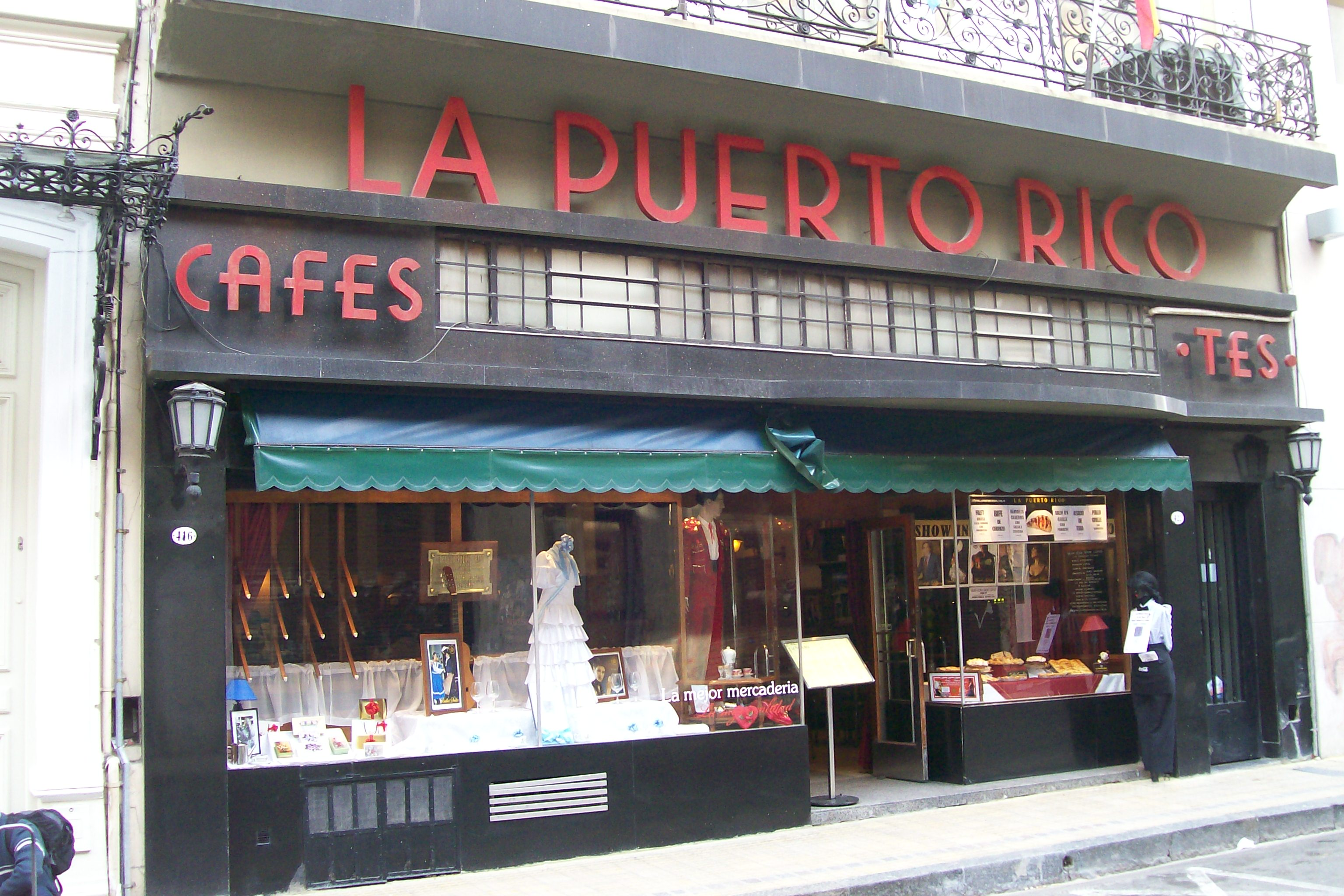
Fachada art decó.

La Puerto Rico es una tradicional cafetería en el centro de Buenos Aires. Forma parte de los 74 bares notables de la ciudad, y se encuentra a metros de la Plaza de Mayo.
Ubicado en Adolfo Alsina 416, el café fue abierto por Don Gumersindo Cabedo en noviembre de 1887. Aunque originalmente estaba en un local de la calle Perú, en 1925 se trasladó a su lugar actual, una antigua casa de dos plantas de estilo italianizante, aunque La Puerto Rico fue remodelada en los años '30 y tomó una decoración art decó, incluyendo la tipografía en la marquesina que se conserva hoy en día.

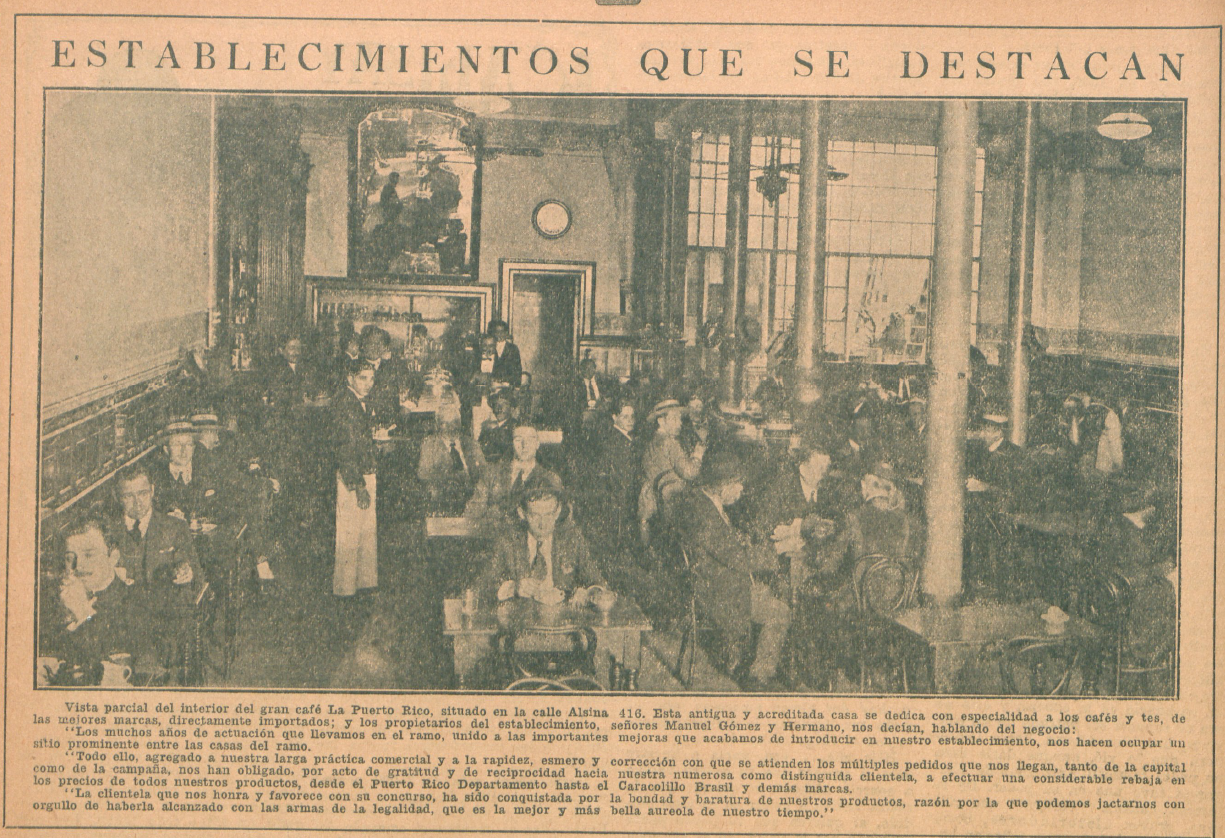
Café La Puerto Rico en la revista Fray Mocho del 8 de febrero de 1921.

La fachada del local combina el granito negro revistiendo los muros, con amplias vidrieras, carpintería de madera y una puerta de dos hojas con vidrios esmerilados con la síntesis de una taza de café y su nombre
Los interiores están adornados con baldosas graníticas con caras de negritos, el logo del establecimiento, y hay 70 mesas con una capacidad de 180 comensales. Además se vende café en grano al público, y masas secas y medialunas. Desde 1999, la Legislatura de la Ciudad Autónoma de Buenos Aires declaró a La Puerto Rico como "Sitio de Interés Cultural" y "Bar Notable".    
Durante la pandemia del COVID-19, la confitería estuvo cerrada, anunciandose su reapertura los primeros días del mes de diciembre de 2022.  
La Puerto Rico hizo su reapertura los primeros días del mes de diciembre de 2022, junto a representantes ilustres de la cultura y sociedad porteña.

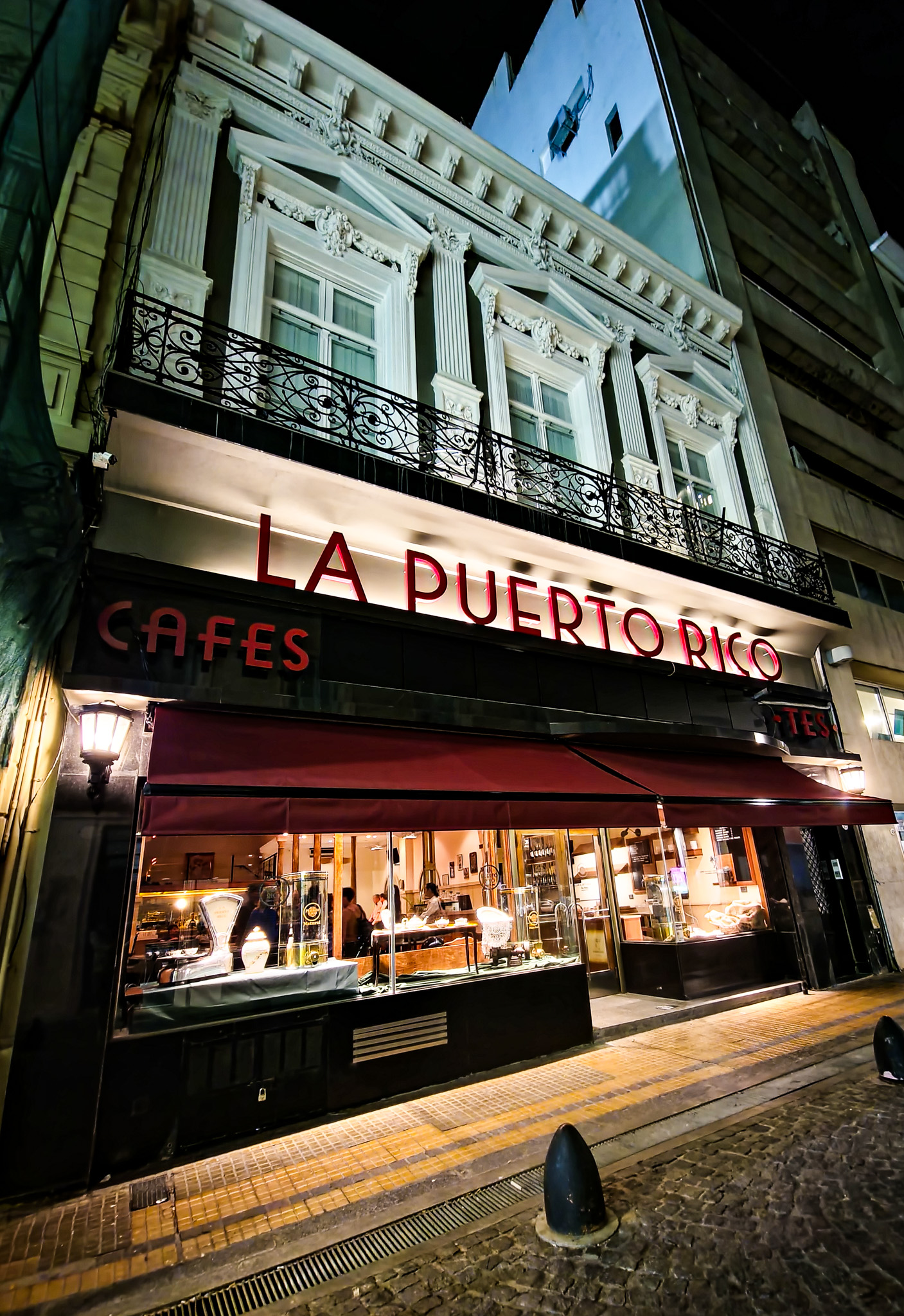
Foto durante la Reapertura de La Puerto Rico (diciembre 2022).